# ليلى بنت المنهال
ليلى بنت المنهال كانت امرأة عربية أثناء انتشار الإسلام. كانت معاصرة للنبي محمد، وزوجة مالك بن نويرة. في حروب الردة أعدم خالد بن الوليد مالك بن عوف زوجها، وتزوجها.

## الزواج
وبحسب رواية ابن حجر فإن ليلى وُصفت بأنها جميلة جدًّا ومن أجمل النساء في زمانها. ويقال إنه أثناء قتال خالد بن الوليد لقبيلة مالك بن نويرة، فقال لها مالك: (قتلتني)، فدل على أن قتل مالك كان بسبب رغبة خالد بها. ومع ذلك، يرى الباحث الحديث طه قرعان [الإنجليزية] أن هذه الرواية غير موثوقة، حيث استند ابن حجر في مصدرها إلى ثابت بن القاسم، وهي شخصية غير مشهورة، ولم ترد في أعمال البخاري، وابن أبي حاتم، وابن حبان، والخطيب البغدادي، والذهبي.
في المقابل، تُوفر رواية ابن خلكان سياقًا أكثر، حيث تذكر أن خالدًا أعدم مالكًا أمامها لامتناعه عن الزكاة وإشارته وليس إلى الرد. وفي كلماته الأخيرة، ألقى مالك باللوم على ليلى، فرد خالد بأن الله هو الذي تسبب في وفاته بسبب ما اقترفه في الإسلام.
وبعد إعدام مالك تزوج خالد من ليلى مباشرةً. يذكر ابن كثير أن خالدًا رأى فيها من الأخلاق الحميدة فتزوجها حين حلت له. في حين يذكر الطبري أن خالدًا انتظر انقضاء عدتها قبل أن يتزوجها، بينما يؤكد ابن الأثير الزواج دون أن يذكر أن خالدًا دخل بها في الليلة نفسها. ويورد ابن خلكان روايتين: إحداهما تزعم أن خالدًا غنمها جاريةً ضمن الغنائم فدخل بها مباشرةً، والأخرى أنها أكملت عدتها قبل أن يتزوجها.

## فهرس
- Al-Asqalani، Khalid (2020). Rather Misguided - A Response to Tijani Samawi's Then I was Guided. Amazon Digital Services LLC - Kdp. ISBN:979-8-679-02624-7.